# Windsor (Ontario)
Pour les articles homonymes, voir Windsor.
Windsor (/ˈwɪn.zɚ/) est une municipalité séparée du sud-ouest de l'Ontario, au Canada. Située à l'extrême sud du pays, elle est limitrophe de Détroit, aux États-Unis.
Le recensement de 2021 y a dénombré 229 660 habitants. Les Franco-Ontariens, qui sont présents dans la région depuis l'installation de premiers colons français au XVIIIe siècle, constituent encore une minorité importante de la population.

## Géographie
Windsor est située à l'extrémité ouest du sud de l'Ontario et à l'extrême sud du Canada. Elle est construite sur les rives de la rivière Détroit, en aval de l'endroit où elle débouche du lac Sainte-Claire situé au nord-est de la ville. Le lac Érié est à 30 kilomètres vers le sud.
Un peu plus d'un kilomètre la sépare de la ville de Détroit, la métropole de l'État américain du Michigan, de l'autre côté de la rivière. Windsor est située au sud de Détroit ce qui fait d'elle l'une des rares villes canadiennes situées au sud d'une grande ville américaine. Les deux villes sont reliées par le tunnel de Détroit-Windsor et par le pont Ambassadeur. Ensemble, elles forment le noyau de l'agglomération transfrontalière Détroit-Windsor (en) qui regroupe plus de 5 millions d'habitants, en majorité aux États-Unis.
Du côté canadien, Windsor est au centre d'une région métropolitaine de Windsor qu'elle forme avec LaSalle et Amherstburg au sud et Tecumseh et Lakeshore à l'est.

Les dix districts de la ville de Windsor.

### Climat
| Mois                                  | jan.       | fév.       | mars      | avril     | mai       | juin      | jui.      | août      | sep.      | oct.      | nov.       | déc.       | année           |
| ------------------------------------- | ---------- | ---------- | --------- | --------- | --------- | --------- | --------- | --------- | --------- | --------- | ---------- | ---------- | --------------- |
| Température minimale moyenne (°C)     | −7,3       | −6,3       | −2,2      | 3,7       | 9,5       | 15,3      | 17,8      | 17,1      | 12,8      | 6,7       | 1,4        | −4,3       | 5,4             |
| Température moyenne (°C)              | −3,8       | −2,6       | 2,3       | 8,9       | 15        | 20,5      | 23        | 22        | 17,9      | 11,3      | 5,1        | −1,2       | 9,9             |
| Température maximale moyenne (°C)     | −0,3       | 1,1        | 6,7       | 14,1      | 20,4      | 25,8      | 28,1      | 26,9      | 22,9      | 15,8      | 8,8        | 2          | 14,4            |
| Record de froid (°C) date du record   | −29,1 1994 | −26,7 2015 | −22 2015  | −9,5 1982 | −2,8 1966 | 2,8 1945  | 5,6 1945  | 5,2 1982  | −1,1 1942 | −5 1965   | −15,6 1958 | −23,4 1983 | −29,1 19/1/1994 |
| Record de chaleur (°C) date du record | 17,8 1950  | 20,4 2000  | 28,4 2012 | 31,1 1990 | 34 1988   | 40,2 1988 | 38,3 1941 | 37,7 1988 | 37,2 1953 | 32,2 1963 | 26,1 1950  | 19,6 1998  | 40,2 25/6/1988  |
| Ensoleillement (h)                    | 105,4      | 124,3      | 167,4     | 198       | 260,4     | 270       | 294,5     | 257,3     | 210       | 170,5     | 123        | 80,6       | 2 261,4         |
| Précipitations (mm)                   | 62,1       | 62,2       | 70        | 83        | 89,3      | 86,1      | 89,2      | 72,6      | 93,9      | 72,6      | 79,6       | 74,1       | 934,6           |
| dont neige (cm)                       | 37,2       | 30,5       | 20,9      | 5,8       | 0         | 0         | 0         | 0         | 0         | 0,6       | 5,5        | 28,8       | 129,3           |
| Nombre de jours avec précipitations   | 15,8       | 12,3       | 13,4      | 13,5      | 12,5      | 11,3      | 11        | 10,2      | 10,4      | 11,5      | 12,7       | 14,9       | 149,5           |
| Humidité relative (%)                 | 69,6       | 65,9       | 58,9      | 52,6      | 52,4      | 52,7      | 53,6      | 57,3      | 55,7      | 57,1      | 65,1       | 70,9       | 59,3            |
| Nombre de jours avec neige            | 12,3       | 9,4        | 6,6       | 2,2       | 0         | 0         | 0         | 0         | 0         | 0,37      | 3          | 10,1       | 44              |

| Diagramme climatique                                  |             |           |           |             |              |              |              |              |             |            |           |
| J                                                     | F           | M         | A         | M           | J            | J            | A            | S            | O           | N          | D         |
| −0,3−7,362,1                                          | 1,1−6,362,2 | 6,7−2,270 | 14,13,783 | 20,49,589,3 | 25,815,386,1 | 28,117,889,2 | 26,917,172,6 | 22,912,893,9 | 15,86,772,6 | 8,81,479,6 | 2−4,374,1 |
| Moyennes : • Temp. maxi et mini °C • Précipitation mm |             |           |           |             |              |              |              |              |             |            |           |

## Histoire
Le sieur de Cadillac y établit le Fort Pontchartrain du Détroit (la ville actuelle de Détroit) de l'autre côté de la rivière en 1701. Ce n'est qu'en 1749, que l'autre rive, où sera fondée la ville de Windsor, est peuplée. Elle est la plus ancienne ville habitée continuellement au Canada à l'ouest de Montréal.
La ville actuelle de Windsor a été constituée en 1892.

## Toponyme
Windsor fait référence à la ville de Windsor en Angleterre.
Le secteur a été appelé la première fois Petite Côte et plus tard la Côte de Misère en raison des sols sablonneux près de LaSalle.
L'héritage français de Windsor est présent dans de nombreux noms de rues comme la promenade Ouellette, la rue Pelissier, la rue Marentette et la rue Lauzon.

## Économie
L'économie de la ville dépend essentiellement de celle de Détroit. La Chambre de commerce régionale Windsor-Essex pour sa part est le porte-parole de la communauté économique locale auprès des gouvernements municipal, provincial et fédéral. Elle se constitue d'un réseau d’entreprises unies pour travailler ensemble pour le commerce à Windsor - Essex,.
Le groupe Ford possède une usine actuellement utilisée pour la fabrication de moteurs et employant 950 personnes. Ouverte en 1923, elle a longtemps été le lieu de fabrication des Ford vendues au Canada ainsi que des Mercury et des Meteor et Monarch (en) (deux marques exclusivement canadiennes). Il y a aussi été fabriqué des parties d'autres véhicules comme des châssis de Ford Transit Bus.

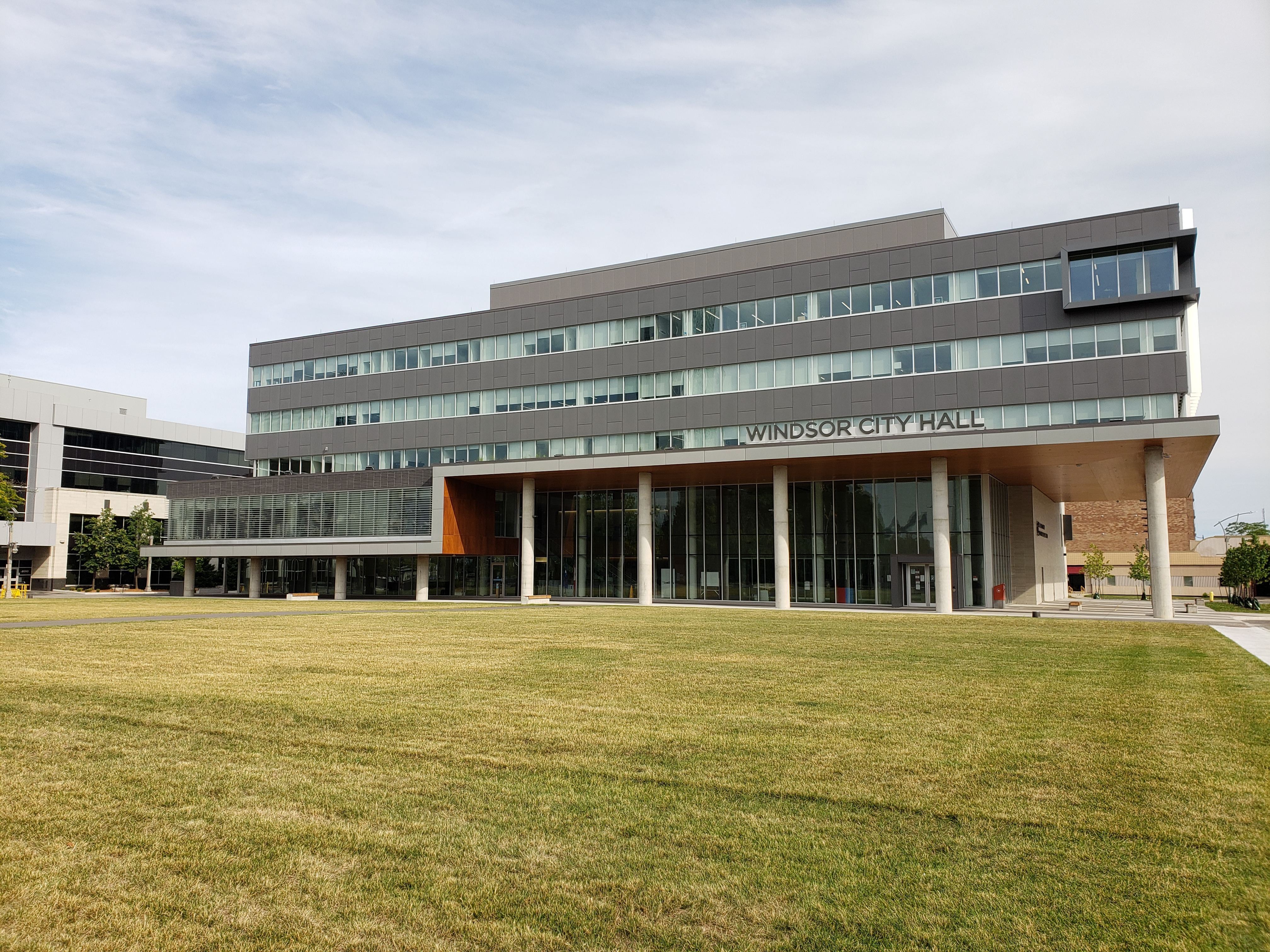
Le nouvel hôtel de ville de la ville de Windsor.

## Gouvernement
La ville est administrée par un maire et 10 conseillers municipaux. Actuellement[Quand ?], le maire de la ville est Drew Dilkens (en) depuis 2014.

## Démographie
| 2001    | 2006    | 2011    | 2016    |
| ------- | ------- | ------- | ------- |
| 209 218 | 216 473 | 210 891 | 217 188 |

La région métropolitaine de Windsor compte 356 880 habitants en 2020.

## Religion
En 2006, la répartition de la population selon la religion se faisait comme suit dans la région métropolitaine de Windsor (population totale de 336 000 habitants à cette date) :
- 267 000 chrétiens ;
  - 163 000 catholiques ;
  - L'Église anglicane (protestante) St. Johns Church[14].  81 000 protestants ;
  - 12 000 orthodoxes ;
  - 11 000 autres chrétiens ;
- 26 000 non-chrétiens ;
  - 15 000 musulmans ;
  - 1 000 juifs ;
  - 3 000 bouddhistes ;
  - 3 000 hindous ;
  - 2 000 sikhs ;
  - 1 000 autres non-chrétiens ;
- 43 000 sans religion.

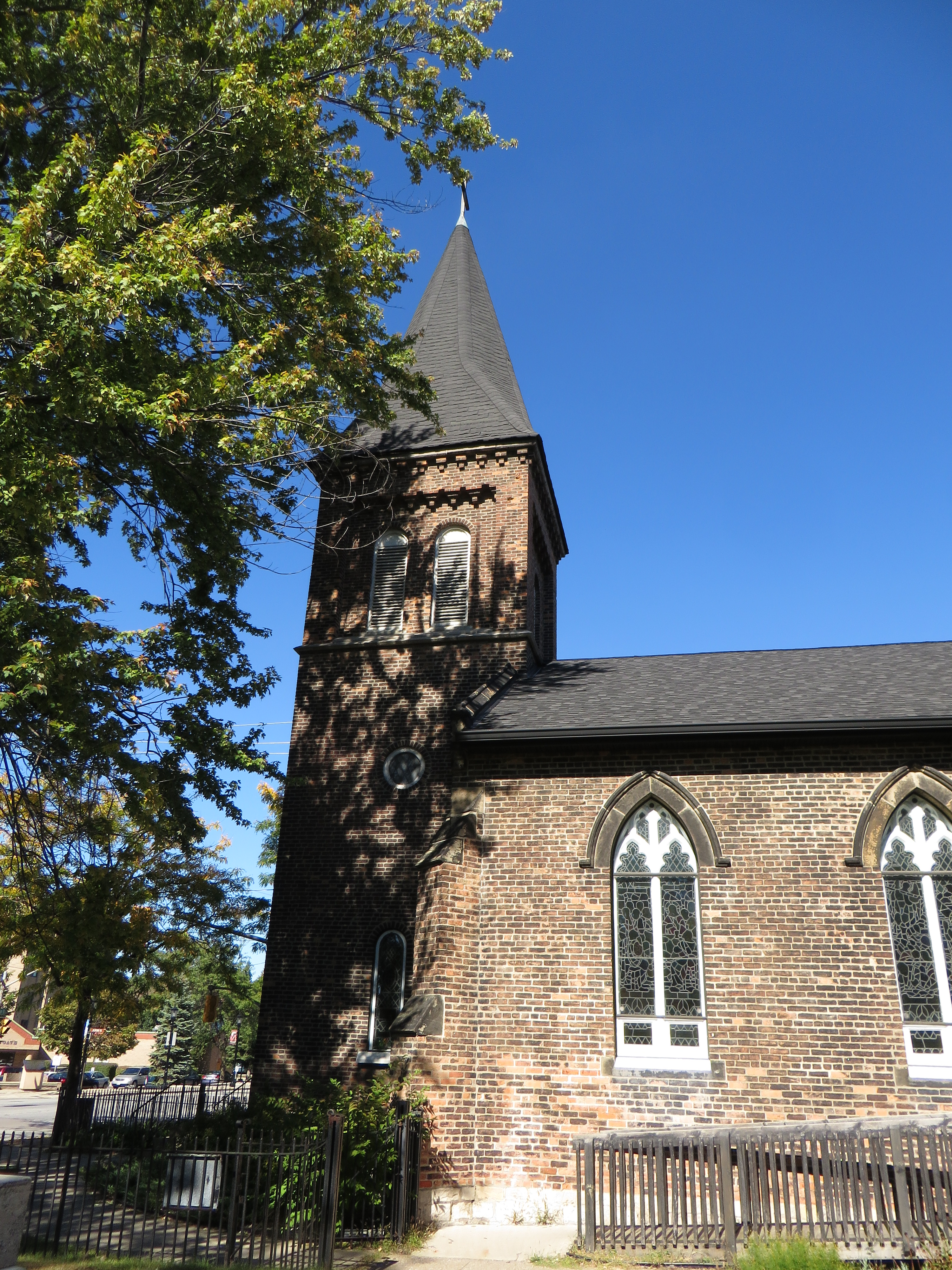
L'Église anglicane (protestante) St. Johns Church.

Les catholiques relèvent du ciocèse catholique de London , et que les anglicans relèvent du diocèse anglican de Huron.

## Bilinguisme
Fondée par des Français, Windsor était à l'origine une dépendance de la Nouvelle-France et donc un territoire francophone. Elle est toujours habitée par une minorité de la population d'origine franco-ontarienne. Windsor compte plus de 6 000 francophones et plus de 20 000 personnes bilingues français/anglais, soit près de 30 000 personnes parlant le français ou 15 % de la population.
Aujourd'hui la politique canadienne fédérale de bilinguisme de même que sur le biculturalisme et également certaines législations ontariennes en matière d'éducation font de Windsor un district officiellement bilingue. On y retrouve entre autres la radio et la télévision françaises, ainsi que l'École secondaire l'Essor, une école de langue française.

## Éducation
Dans Windsor, il y a des écoles secondaires et élémentaires publiques de la Windsor Essex Catholic School Board et du Greater Essex County District School Board pour l'éducation en anglais, ou en classes d'immersion en français. Dans la ville, il y a aussi des écoles secondaires et élémentaires francophones du Conseil scolaire Viamonde, et Conseil scolaire de district des écoles catholiques du Sud-Ouest.
L'Université de Windsor est une institution d'enseignement supérieur de langue anglaise, qui est issue d'une ancienne institution de langue française, le Collège de l'Assomption. Elle est la plus grande université dans la ville de Windsor incluant un programme médical de l'Université Western Ontario. Il y a aussi deux collèges publics : le collège Saint Clair et un campus du Collège Boréal, sur l'avenue Ouellette, au centre-ville.. Sur l'autre côte de la rivière Détroit aux États-Unis, il y a de nombreux collèges publics et privés et d'universités : Wayne State University, University of Detroit-Mercy, University of Michigan et Michigan State University.

## Attraits
Le pont Ambassadeur, entre Windsor et Détroit, est le point le plus achalandé de la frontière canado-américaine. Les deux villes sont aussi reliées par le tunnel de Détroit-Windsor.

## Jumelages
Windsor est jumelée avec 
- Lublin (Pologne)
- Saint-Étienne (France)
- Fujisawa (Japon)
- Coventry (Angleterre)
- Mannheim (Allemagne)
- Las Vueltas (Salvador)
- Changchun (Chine)
- Gunsan (Corée du Sud)
- Saltillo (Mexique)
- Ohrid (Macédoine)
- Udine (Italie)
- Granby (Canada)

Windsor entretient également des rapports très étroits avec la ville voisine de Detroit (Michigan).

## Personnes célèbres nées ou habitant à Windsor
- Ken Daneyko, ancien joueur de hockey des Devils du New Jersey en LNH ;
- Ernie Eves, ancien Premier ministre de l'Ontario ;
- Cam Fowler, joueur de hockey sur glace ;
- Richie Hawtin, DJ ;
- Matt Martin (1989-), joueur de hockey sur glace des Islanders de New York en LNH ;
- Paul Martin, ancien Premier ministre du Canada ;
- David Phillips, climatologue très connu du Service météorologique du Canada ;
- Joel Quenneville, entraîneur des Black Hawks de Chicago ;
- Larry Shreve, alias Adbullah the Butcher, lutteur professionnel ;
- Shania Twain, chanteuse ;
- Tie Domi (1969-), joueur de hockey sur glace ;
- Aaron Ekblad (1996-), joueur de hockey sur glace ;
- Ali Niknam (1981-), serial entrepreneur néerlandais.
- Nils Honel (2003-), neuro-oncologue français